# Nicholas Read
Nicholas Read (Londres, 22 de novembro de 1958) é um físico dos Estados Unidos.
Nasceu no Reino Unido em 1958 e estudou na Cambridge University. Completou o PhD na Imperial College, Londres, e em seguida passou a ser pesquisador nos Estados Unidos.

## Premiações
- Recebeu o Prêmio Oliver E. Buckley de Matéria Condensada de 2002
- Membro da American Physical Society[2]